# Perizoma angustifasciata
Perizoma angustifasciata är en fjärilsart som beskrevs av Embrik Strand 1903. Perizoma angustifasciata ingår i släktet Perizoma och familjen mätare. Inga underarter finns listade i Catalogue of Life.